# Новочелкасинське сільське поселення
Новочелка́синське сільське поселення (рос. Новочелкасинское сельское поселение) — муніципальне утворення у складі Канаського району Чувашії, Росія. Адміністративний центр — присілок Мале Тугаєво.

## Населення
Населення — 1194 особи (2019, 1373 у 2010, 1578 у 2002).

## Склад
До складу поселення входять такі населені пункти:
| Населений пункт         | Населення, осіб (2002) | Населення, осіб (2010) |
| ----------------------- | ---------------------- | ---------------------- |
| Другі Хормали, присілок | 272                    | 233                    |
| Мале Тугаєво, присілок  | 242                    | 212                    |
| Нові Челкаси, присілок  | 239                    | 217                    |
| Оженари, присілок       | 673                    | 592                    |
| Чинквари, виселок       | 79                     | 57                     |
| Шихазани, виселок       | 73                     | 62                     |